# Mikuczyn
Mikuczyn – (1138 m n.p.m.) połonina/szczyt w paśmie Arszycy, w północnej części Gorganów, które są częścią Beskidów Wschodnich. Jest to jeden z trzech najwyższych szczytów znajdujących się w północnej części pasma Arszycy.